# Francisco Badaró
Francisco Badaró é um município brasileiro do estado de Minas Gerais. De acordo com o censo realizado em 2022 sua população era de 7 366 habitantes.

## História
- Fundação: 30 de dezembro de 1962 (62 anos)

Em 1948 a Vila de Nossa Senhora da Conceição de Sucuriú passou a se chamar Francisco Badaró, em homenagem ao Dr. Francisco Duarte Coelho Badaró, ex-ministro plenipotenciário que se instalou em Minas Novas (Vila do Fanado), nomeado que foi, com o advento da República, para o importante cargo de Juiz de Fora dessa Comarca, tendo ele se unido, pelos laços do interesse político e do matrimônio, com a Sinhazinha Nogueira (filha do morubixaba ZÉ Bentinho, filho de Zé Bentão.,  dando início à tradicional família que dominou, à moda dos coronéis, todo o vasto e atrasado município de Minas Novas, do qual a Vila de Sucuriu, depois de mais de meio século, viria se apartar para se transformar em pujante célula da exaurida região fanadeira.
Foi assim que, em 30 de dezembro de 1962, depois de muita luta nesse sentido,liderada por Pe. Emiliano Gomes Pereira, ocorreu a tão sonhada emancipação político–administrativa, firmando-se como novo município em 1 de março de 1963, quando oficialmente foi denominado de Francisco Badaró, em substituição ao sugestivo e original topônimo de Sucuriú (que se relacionava à ocorrência de uma cobra inofensiva, mas de porte volumoso –cobra grossa, no idioma tupi-guarani- animal que era abundante nas águas que banhavam a Vila).
O povo Badaroense cultiva, ainda hoje, muitos costumes portugueses, africanos e indígenas e manifestações folclóricas recebidas dos antepassados. Tais manifestações persistem na alma popular e fazem dessa hospitaleira cidade uma das mais graciosas comunidades do interior de Minas, onde são preservadas as tradições de respeito ao trabalho, às artes e ofícios, ao acatamento das orientações das pessoas mais idosas, da valorização da família e do fervor religioso de seus habitantes.
A cidade fica no Vale do Jequitinhonha, nordeste de Minas Gerais, apresentando um conjunto de belezas - no seu casario, sítios naturais e na simplicidade de sua gente - que nos remetem às vilas encantadas da era mineradora.
A história do município se engrandece com as referências de ilustres cidadãos que muito contribuíram para a boa formação de seu povo, devendo ser enaltecidas as figuras do Cônego Figueiró, do Monsenhor Bernardino, do Maestro José Sebastião de Oliveira, do Sr. Arlindo Vieira Borges e do Cel. Firmino Honorato, Cel. José Marques, Prof. João Cândido, Mestra Amália, etc.
A economia local se apoia na produção agropecuária de subsistência, sendo o artesanato do algodão, o beneficiamento de cereais e dos derivados do leite, principalmente o tradicional requeijão moreno, a fonte garantidora da existência honrada da laboriosa população desse histórico município brasileiro.

## Geografia
Localiza-se na Mesorregião do Vale do Jequitinhonha.

### Rodovias
- O município é cortado pela LMG-676 que dá acesso as cidades de Berilo Acesso a BR 367 e a MG-114, Araçuaí e Jenipapo de Minas

## Administração
- Prefeito: Antônio Reginaldo Martins Moreira (2021-2024)  PT
- Vice-prefeito: Milton Orlando Ferreira Passos (2021-2024) PSDB
- Presidente da câmara: Edmilson  Cardoso Viana  (2021/2022) PSD

## Turismo
A cidade reúne uma grande quantidade de filhos da terra e turistas, no 3º domingo de julho, para a  realização da Festa de Nossa Senhora do Rosário dos Homens Pretos de Sucuriú (Festa religiosa em homenagem a Nossa Senhora do Rosário).